# ステファノ4世・コロンナの肖像

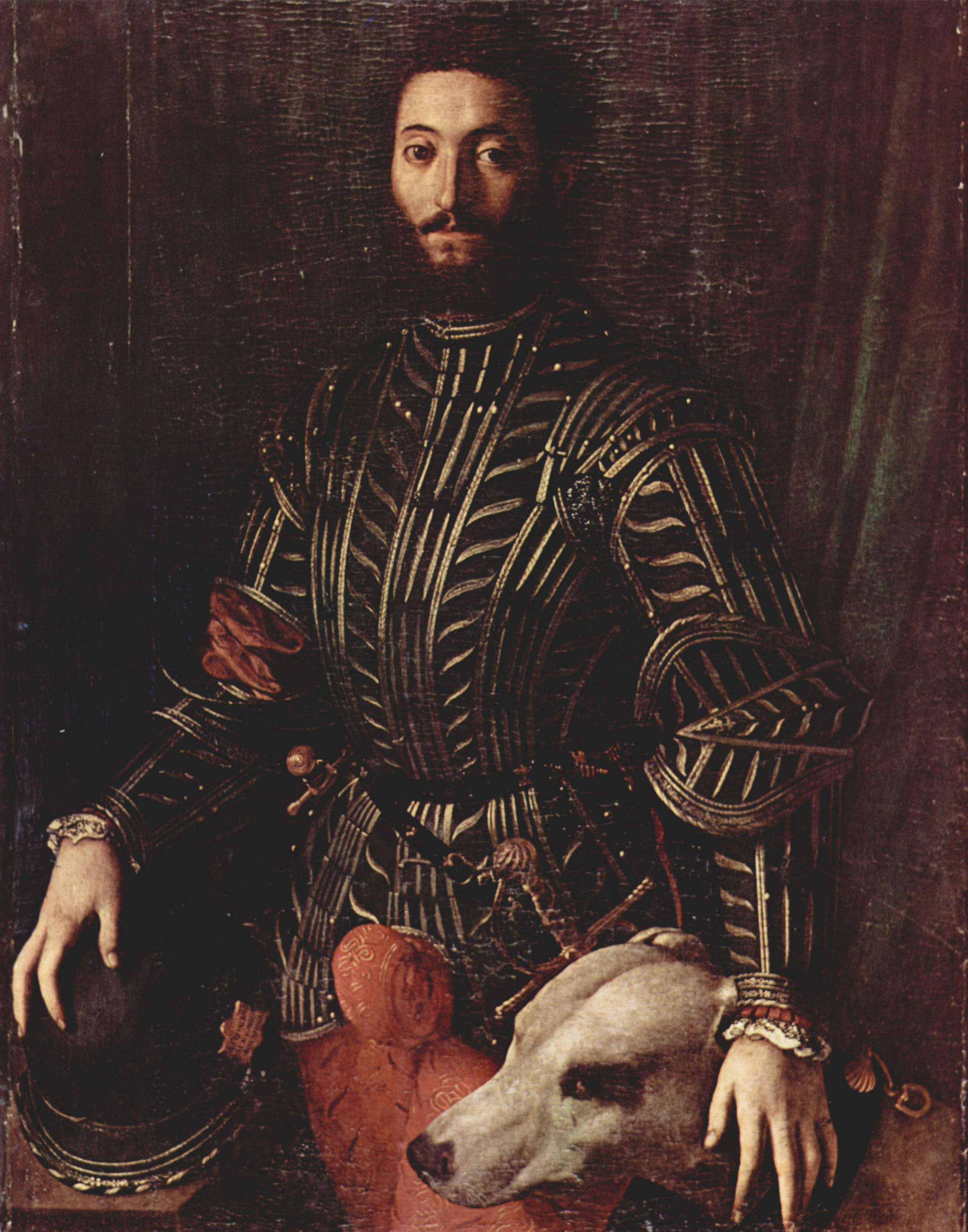
ブロンズィーノ『グイドバルド2世・デッラ・ローヴェレの肖像』(1530年)、パラティーナ美術館

『ステファノ4世・コロンナの肖像』（ステファノよんせい・コロンナのしょうぞう、英: Portrait of Stefano IV Colonna）は、イタリアのマニエリスム期の画家ブロンズィーノによるカンヴァス上の油彩画である。ローマにある、バルベリーニ宮国立古典絵画館に所蔵されている。

## 概要
モデルである傭兵隊長 (コンドッティエーレ) の肖像画は、柱の下部に1546年の制作年が記されている。ステファノはローマのコロンナ家の一員であり、フィレンツェのコジモ1世の軍隊の傭兵中尉を務めた。
本作は、パラティーナ美術館に所蔵されている絵画、グイドバルド2世・デッラ・ローヴェレを描いたブロンズィーノの1530年の肖像画に類似している。コロンナは暗色の鎧と剣で身を包み、兜に手を当て、柱と赤いカーテンの前に立っている。コロンナは1548年に亡くなった。